# Lenka Juríková
Lenka Juríková (* 11. August 1990 in Bratislava, Tschechoslowakei) ist eine ehemalige slowakische Tennisspielerin.

## Karriere
Juríková, die bevorzugt auf Sandplätzen spielte, begann im Alter von acht Jahren mit dem Tennis.
Sie gewann während ihrer Karriere elf Einzel- und fünf Doppeltitel des ITF Women’s Circuits.

## Erfolge

### Einzel

#### Turniersiege
| Nr. | Datum              | Turnier         | Kategorie   | Belag     | Finalgegnerin        | Ergebnis      |
| --- | ------------------ | --------------- | ----------- | --------- | -------------------- | ------------- |
| 1.  | März 2008          | Ramat haScharon | ITF $10.000 | Hartplatz | Eirini Georgatou     | 6:4, 6:3      |
| 2.  | März 2008          | Porto Rafti     | ITF $10.000 | Hartplatz | Jana Jandová         | 6:1, 7:65     |
| 3.  | Mai 2009           | Michalovce      | ITF $10.000 | Sand      | Michaela Pochabová   | 6:4, 2:6, 7:5 |
| 4.  | Juni 2010          | Bratislava      | ITF $10.000 | Sand      | Camila Giorgi        | 6:2, 6:1      |
| 5.  | Jul/Aug 2010       | Bad Saulgau     | ITF $25.000 | Sand      | Elise Tamaëla        | 6:4, 6:2      |
| 6.  | 13. September 2015 | Prag            | ITF $10.000 | Sand      | Katharina Lehnert    | 6:3, 6:4      |
| 7.  | 18. Juni 2016      | Přerov          | ITF $10.000 | Sand      | Anastasia Zarycká    | 6:2, 6:4      |
| 8.  | 21. August 2016    | Slovenská Ľupča | ITF $10.000 | Sand      | Tereza Procházková   | 6:1, 6:2      |
| 9.  | 28. August 2016    | Pörtschach      | ITF $10.000 | Sand      | Miriam Kolodziejová  | 6:1, 6:2      |
| 10. | 3. September 2016  | Sankt Pölten    | ITF $10.000 | Sand      | Kristína Schmiedlová | 6:2, 6:4      |
| 11. | 17. Juni 2017      | Přerov          | ITF $10.000 | Sand      | Miriam Kolodziejová  | 6:4, 6:4      |

#### Finalteilnahmen
| Nr. | Datum          | Turnier   | Kategorie   | Belag             | Siegerin               | Ergebnis      |
| --- | -------------- | --------- | ----------- | ----------------- | ---------------------- | ------------- |
| 1.  | April 2008     | Hvar      | ITF $10.000 | Sand              | Patricia Mayr          | 4:6, 2:6      |
| 2.  | März 2010      | Bath      | ITF $10.000 | Hartplatz (Halle) | Katarzyna Piter        | 2:6, 6:76     |
| 3.  | August 2010    | Trnava    | ITF $25.000 | Sand              | Sandra Záhlavová       | 6:2, 3:6, 1:6 |
| 4.  | Oktober 2012   | Dubrovnik | ITF $10.000 | Sand              | Laura-Ioana Andrei     | 6:3, 4:6, 2:6 |
| 5.  | März 2013      | Antalya   | ITF $10.000 | Sand              | Cristina Dinu          | 4:6, 6:75     |
| 6.  | September 2013 | Prag      | ITF $10.000 | Sand              | Jekaterina Alexandrowa | 3:6, 6:3, 2:6 |
| 7.  | Juni 2014      | Přerov    | ITF $15.000 | Sand              | Barbora Krejčíková     | 3:6, 4:6      |
| 8.  | April 2017     | Tučepi    | ITF $15.000 | Sand              | Lea Bošković           | 3:6, 6:1, 1:6 |

### Doppel

#### Turniersiege
| Nr. | Datum            | Turnier    | Kategorie   | Belag | Partnerin          | Finalgegnerinnen                       | Ergebnis         |
| --- | ---------------- | ---------- | ----------- | ----- | ------------------ | -------------------------------------- | ---------------- |
| 1.  | Mai 2008         | Michalovce | ITF $10.000 | Sand  | Katarzyna Piter    | Romana Tabák Nikola Vajdová            | 6:1, 6:2         |
| 2.  | 5. Oktober 2012  | Solin      | ITF $10.000 | Sand  | Chantal Škamlová   | Denisa Allertová Michaela Boev         | 7:5, 6:4         |
| 3.  | 19. Oktober 2013 | Dubrovnik  | ITF $10.000 | Sand  | Barbora Krejčíková | Gabriela Pantůčková Polona Reberšak    | 7:5, 3:6, [10:4] |
| 4.  | 15. Juni 2018    | Přerov     | ITF $15.000 | Sand  | Jana Jablonovská   | Karolína Kubáňová Laetitia Pulchartová | 2:6, 6:1, [10:6] |
| 5.  | 20. Juli 2018    | Wien       | ITF $15.000 | Sand  | Jana Jablonovská   | Sabina Machalová Veronika Vlkovská     | 1:6, 6:3, [10:4] |